# Arthur Kennedy
Arthur Kennedy (Massachusetts, 17 de Fevereiro de 1914 — Connecticut, 5 de Janeiro de 1990) foi um ator estadunidense.

## Biografia
Sua trajetória for marcada por tipos fortes, especialmente no teatro, que lhe rendeu um Prêmio Tony na Broadway pela criação do papel de Biff em "A Morte do Caixeiro Viajante", de Arthur Miller.
Na sua estreia em Hollywood, ele contracenou com James Cagney fazendo seu irmão mais novo em City for Conquest em 1940. Depois trabalhou com grandes diretores como Raoul Walsh, Howard Hawks e Fritz Lang.
Indicado cinco vezes para o Oscar, ele morreu, aos 75 anos, vítima de um tumor cerebral, sem receber o prêmio máximo da Academia.

## Filmografia parcial
- Grandpa - (1990)
- Signs od Life - (1989)
- L'Umanoide - (1979)
- Cyclone - (1978)
- Bermude: la fossa maledetta - (1978)
- Nove ospiti per un delitto - (1977)
- The Sentinel - (1977)
- Gli Ultimi angeli - (1977)
- Roma a mano armata - (1976)
- Spiaggia del desiderio, La - (1976)
- La Polizia ha le mani legate - (1974)
- L'Anticristo - (1974)
- Ricco - (1973)
- Baciamo le mani - (1973)
- My Old Man's Place - (1971)
- Shark! - (1969)
- Anzio - (1968)
- Minuto per pregare, un instante per morire, Un - (1968)
- Day of the Evil Gun - (1968)
- Fantastic Voyage - (1966)
- Nevada Smith - (1966)
- Joaquín Murrieta - (1965)
- Italiani brava gente - (1965)
- Cheyenne Autumn - (1964)
- Lawrence of Arabia - (1962)
- Barabbas - (1962)
- Murder She Said - (1961)
- Elmer Gantry - (1960)
- A Summer Place - (1959)
- Home Is the Hero - (1959)
- Some Came Running - (1958)
- Peyton Place - (1957)
- The Rawhide Years - (1955)
- The Desperate Hours - (1955)
- The Man from Laramie - (1955)
- Impulse - (1954)
- The Lusty Men - (1952)
- Rancho Notorious - (1952)
- The Girl in White - (1952)
- Bend of the River - (1952)
- Bright Victory - (1951)
- The Glass Menagerie (1950) - (1950)
- Too Late for Tears - (1949)
- The Window (1949)
- Champion - (1949)
- The Walking Hills - (1949)
- Cheyenne - (1947)
- Boomerang! - (1947)
- Devotion - (1946)
- Air Force - (1943)
- Desperate Journey - (1942)
- Bad Men of Missouri - (1941)
- Knockout - (1941)
- High Sierra - (1941)
- City for conquest - (1940)